# 望江乡
望江乡，是中华人民共和国四川省达州市渠县下辖的一个乡镇级行政单位。2019年12月，撤销和乐乡，将其所属行政区域划归望江乡管辖。

## 行政区划
望江乡下辖以下地区：
望河社区、魁字村、小湾村、搭连村、新房村、梅乐村、武坪村和尖山村。